# Montiferru
Il Montiferru è una subregione della Sardegna centro-occidentale, che prende il nome dal massiccio di origine vulcanica omonimo. La massima elevazione è quella del monte Urtigu (1050 m s.l.m.).

## Aspetti geologici

### Conformazione attuale
Il complesso vulcanico, spento da più di un milione di anni, era caratterizzato da eruzioni la cui lava nell'incedere finì per creare nuove terre sia a est, con il vasto altopiano di Abbasanta, caratterizzato da terreni basaltici, sia a ovest fino alla fascia costiera.
Un'ulteriore testimonianza visibile di questa attività vulcanica eruttiva è data dalle scogliere di basalto del litorale dell'area. Il massiccio del Montiferru ha un'estensione di circa 700 km² ed è tra i più importanti edifici vulcanici dell'isola.
Il territorio del massiccio non presenta più i tipici fenomeni di vulcanesimo secondario, ma l'area è ricca di acque sorgive che vanno ad alimentare gli affluenti del rio Mannu.
La costa del Montiferru è quasi completamente alta e frastagliata, con pochi approdi e abitati.
Secondo osservazioni basate sull'area di territorio di origine basaltica intorno al massiccio, il vulcano doveva raggiungere un'altezza di circa 1600-1700 metri s.l.m..
La successiva erosione degli agenti atmosferici ha ulteriormente contribuito a trasportare le rocce a fondovalle in un raggio di circa 15 km.

### Origine
Osservando il paesaggio si notano le scure rocce basaltiche, la trachite, i grigi duomi fonolitici, le ignimbriti a composizione riolitica e riodacitica, le andesiti, le tefriti e le basaniti testimonianza dei processi vulcanici che hanno plasmato questa montagna dall'Oligocene fino a 1,6 milioni di anni fa.
La prima attività vulcanica si ha tra Oligocene e Miocene ed è connessa a un sistema arco-fossa di tipo giapponese. La Sardegna con la Corsica nell'Oligocene - circa 30 Ma - si trova connessa al margine europeo franco-catalano e davanti a essa si trova un vecchio oceano con crosta oceanica fredda, densa e vecchia. Proprio queste caratteristiche della crosta oceanica causarono la sua subduzione al di sotto del margine europeo (sotto Sardegna e Corsica) formando sistemi Horst-Graben. Tra Sardegna e Corsica (parte più esterna) e versante franco-catalano (parte interna) si formò un bacino di retroarco (Mare Balearico e Mare di Sardegna) subito sommerso dalle acque dei mari: Sardegna e Corsica si staccarono dall'Europa continentale, tirate dalla crosta oceanica che subduceva e si inabissava sotto di esse, trascinandole in una rotazione massima di 60°, in senso antiorario, fino alla loro posizione attuale, raggiunta 15 milioni di anni fa, nel Langhiano (Miocene).
Il motore principale di questi eventi fu l'orogenesi alpina che in Sardegna (ma non solo) causò la formazione di sistemi Horst-Graben formanti la cosiddetta "Fossa Sarda", un'enorme depressione di origine tettonica che si estende dal Golfo dell'Asinara fino al Golfo di Cagliari, per 220 chilometri di lunghezza e circa 30 di larghezza. La fossa sarda è il bacino di intra-arco ospitante tanti vulcani: da piccoli (per esempio Furtei) a grandi (Montiferru Arci e Arcuentu). Questa fossa è stata riempita da sedimenti marini di origine carbonatica (ben visibili in questa subregione nelle scogliere calcaree fossilifere di Cùglieri), e da prodotti vulcanici e piroclastici (nel Montiferru ignimbriti riolitiche e riodacitiche più andesiti organizzate in colate).

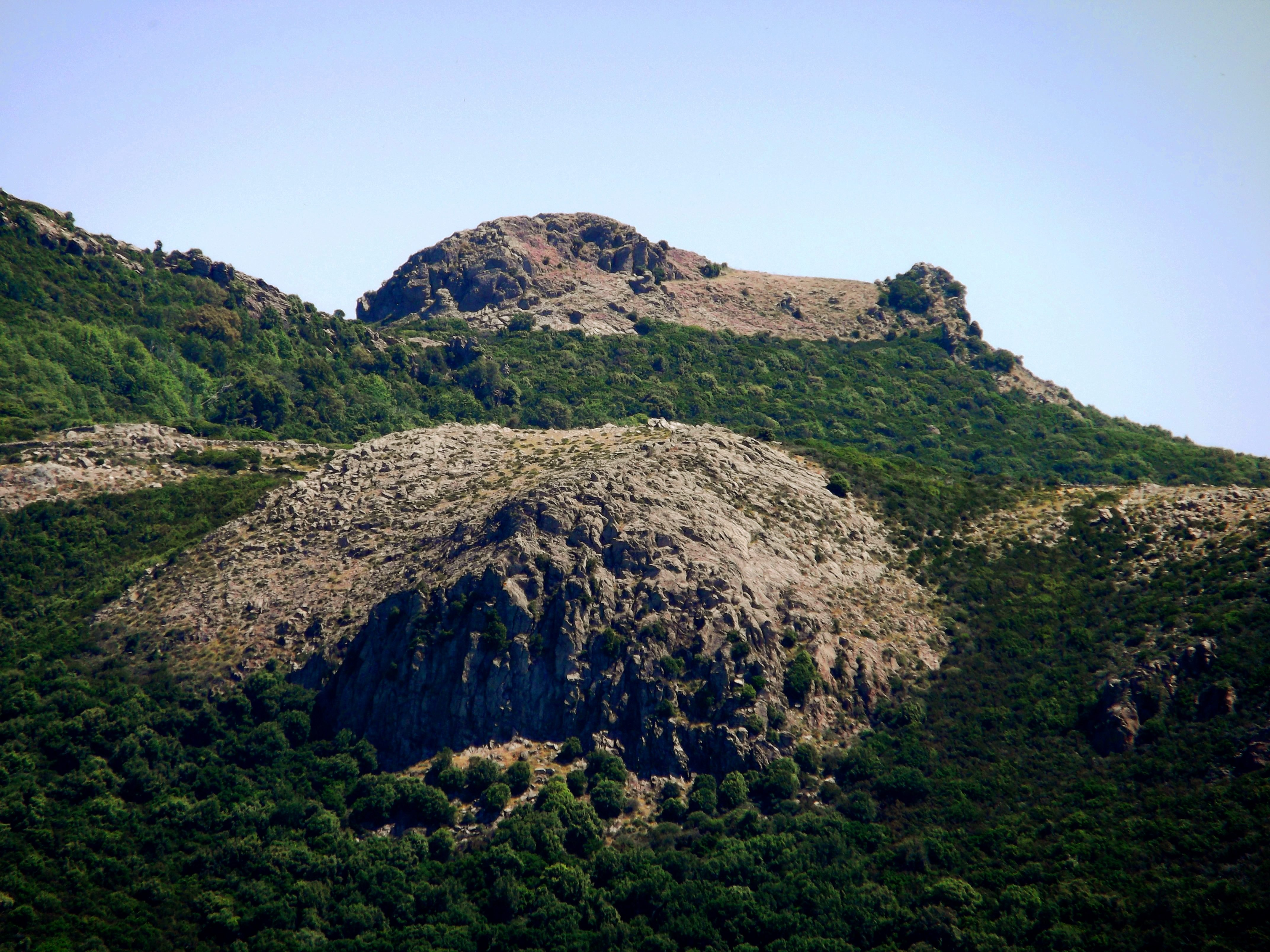
Monte Oe, nel massiccio del Montiferru. Quota 859 m s.l.m. Veduta da Bau 'e Mela. Il nome deriva dal sardo "boe" dovuto alla caratteristica forma di bue coricato. Dista poco più di un chilometro in direzione nord-ovest dall'abitato di Santu Lussurgiu. In primo piano Punta Pala Frearzu a quota 776 m s.l.m.

Terminata questa prima fase la crosta oceanica ha variato il suo angolo di immersione nella litosfera: vennero a mancare le condizioni necessarie per far proseguire la rotazione di Sardegna e Corsica e quindi si aprì una nuova spaccatura tra Sardegna e Calabria con quest'ultima che proseguì la sua rotazione fino alla sua posizione attuale. Tra Sardegna e Calabria si formò quindi un nuovo bacino di retroarco, il mar Tirreno Meridionale, cessò l'attività vulcanica nella Sardegna Occidentale e si formò un nuovo arco vulcanico che è tuttora attivo: si tratta delle Eolie, di Ischia, del Vesuvio e dei Campi Flegrei. Nella Sardegna meridionale si riattivarono le faglie a basso angolo della vecchia "Fossa Sarda": riprese lo sprofondamento del graben e si formò il Campidano, una pianura di origine tettonica limitata a nord dal Montiferru, a sud dal Golfo di Cagliari, a ovest dall'Horst Arburese-Iglesiente-Sulcitano e a est dall'Horst della Marmilla-Trexenta-Parteolla-Sarrabus. Connessa a questo quadro geodinamico si ha una nuova fase vulcanica, essenzialmente alcalina, non connessa a una subduzione, con un minimo composizionale fonolitico nel Montiferru e uno acido nel Monte Arci (rioliti e daciti). L'attività vulcanica plio-pleistocenica del Montiferru riattivò molti dei crateri attivi durante le prime fasi oligo-mioceniche; incominciò circa 5 milioni di anni fa, ebbe una fase di attività vulcanica veramente intensa (climax) a 3,6 milioni di anni fa e una fase finale a circa 1,6 milioni di anni fa, con le ultime eruzioni dell'apparato vulcanico di Sant'Imbenia, nel territorio di Cùglieri. Tra 3,2 e 2,8 milioni di anni fa si formarono tra gli elementi più distintivi del paesaggio Montiferrino: i duomi fonolitici e trachitici delle cime del Montiferru: il più grande di tutti Rocca Freari (690 m), dominante l'altopiano basaltico di Sessa. Oltre ai duomi le fonoliti e le trachiti si misero in posto anche sotto forma di colate, insieme alle tefriti; le colate e i duomi furono tagliati successivamente dai filoni hawaiitici e alcalibasaltici attraversanti tutto il Montiferru Centrale. Questi dicchi, chiamati in sardo Traessarzas (rocce che tagliano, attraversano), sono lunghi chilometri, spessi circa mezzo metro e sono ricchi di xenoliti gabbrici, noritici e peridotitici (gli ultimi staccati dal mantello e portati in superficie dai basalti). Gli xenoliti peridotitici, ampiamente studiati, sono rocce del mantello terrestre e sono stati di grande importanza per la comprensione delle caratteristiche petrochimiche del mantello europeo. Sono connessi al Montiferru anche gli altopiani di Campeda e Abbasanta più il Monte Sant'Antonio di Macomer.
Tra i sedimenti recenti, che poggiano sulle vulcaniti o sono presenti come deposito alluvionale sulla costa, si evidenziano i depositi ghiaiosi, formati essenzialmente da ciottoli vulcanici e del basamento cristallino sardo; i depositi costieri di sabbie (ben visibili in alcuni tratti della spiaggia di Porto Alabe, borgata marina di Tresnuraghes) e le imponenti dune sabbiose di origine eolica di Is Arenas, segnanti il confine con il Sinis. Non mancano le mineralizzazioni di calcedonio, quarzo, olivina, piombo, ma soprattutto ematite.

## Aspetti antropici
La presenza dell'uomo, seppur limitata come la bassa densità abitante/km² dimostra, è evidente e si percepisce come egli abbia sempre avuto rapporti molto stretti con la montagna, in un paesaggio che nasce da complesse vicende geologiche. Il nome "Montiferru" deriva proprio dalla presenza di una miniera di ferro nel territorio del massiccio, segno dell'operosità nella ricerca delle risorse, che però non sempre sono state utilizzate oculatamente.
Il disboscamento di lontana memoria dovuto alla necessità di spazi per il pascolo e l'agricoltura è stato poi seguito da quello più recente dei primi decenni dell'Ottocento per le politiche di sfruttamento intraprese dai Savoia per la fabbricazione di traversine per le ferrovie piemontesi. Enorme minaccia è rappresentata dagli incendi boschivi, causa quasi esclusivamente dell'azione umana, che spesso colpiscono la zona privando l'area di ettari di macchia e anche di bosco.

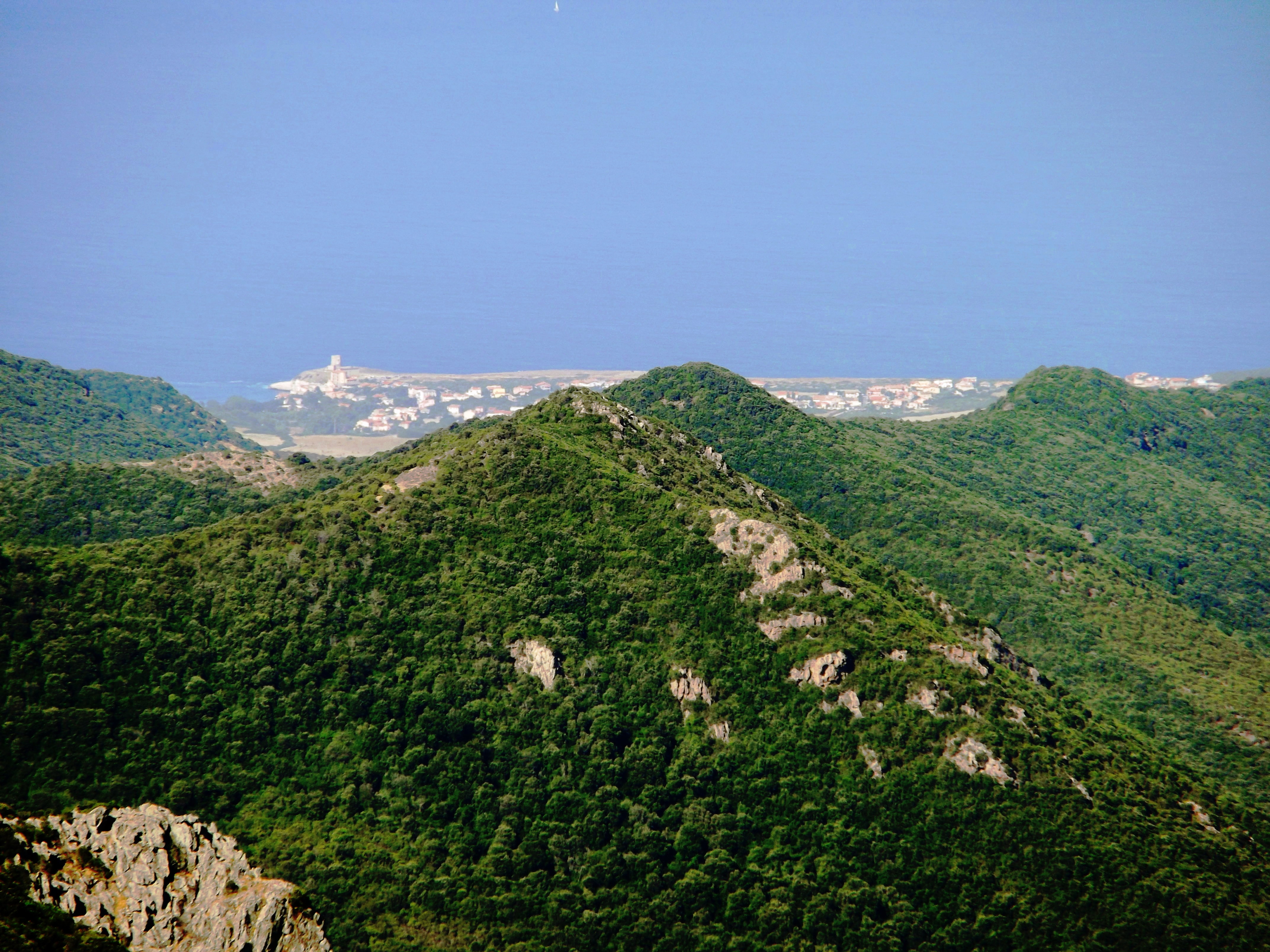
Veduta di Santa Caterina di Pittinuri dalla sorgente di Elighes Uttiosos a circa 1000 metri di quota.

A parte queste eccezioni, gli abitanti della zona hanno sempre utilizzato le risorse nel rispetto della natura, ma ancora molto può essere fatto per contribuire al mantenimento e ancora di più alla valorizzazione, ai fini non solo turistici, dell'ambiente.
Della presenza umana fin dai tempi più antichi restano numerose tracce, dagli splendidi nuraghi alle tombe dei giganti, alle domus de janas; dell'epoca punica e romana, con i resti di città e terme; del periodo medioevale, con le chiese romaniche e i castelli, fino ai segni di quella che forse è stata una delle caratteristiche particolari del Montiferru: la civiltà agro-industriale, che sfruttando l'energia dei corsi d'acqua portò alla costruzione di mulini e gualchiere.
Varie vicende quali la diminuzione delle risorse naturali, la necessità di migliori condizioni di vita e principalmente l'assenza di una adeguata politica del lavoro, portarono decine di migliaia di persone nel corso dell'ultimo secolo a emigrare dall'area del Montiferru verso l'Europa, le Americhe, l'Australia e l'Italia.
Gli abitanti, le nuove generazioni e i turisti, apprezzano non solo la natura e l'ambiente ma anche le tradizioni, alcune delle quali si sono conservate nel tempo tramandando la cultura derivante dalla poesia di improvvisazione, dai cantadores, espressione del canto popolare, arti che videro un fiorire di esponenti fin da tempi antichi, quali Sebastiano Moretti, Antonio Piludu, Sebastiano Curcu, Giovanni Deiola. Oggi è più popolare il canto polivocale a Tenores, effettuato spesso da gente comune del luogo nelle feste popolari, il canto a chitarra e il classico ballo sardo in costume tipico.

## Clima e risorse idriche
Il clima della zona è influenzato dalla vicinanza del mare e dalla disposizione delle montagne, si può quindi definire mediterraneo sub-umido, specie a ridosso dei rilievi montuosi, con precipitazioni concentrate soprattutto in inverno e in primavera. Sulla costa il clima è decisamente mediterraneo, con punte di temperatura massima che possono superare i 40 gradi d'estate e minime che d'inverno scendono non di rado anche sotto lo zero. Nelle zone più elevate ci sono talvolta notevoli escursioni termiche tra il giorno e la notte soprattutto in primavera e in autunno.
Il Montiferru è caratterizzato dalla presenza di cospicue riserve idriche, sia superficiali sia sotterranee. I motivi di tale abbondanza sono legati alla posizione del massiccio e alla sua conformazione geologica. L'area viene infatti colpita dai venti umidi provenienti dal mare, in particolare dal maestrale, che giunge frontalmente dalla valle del Rodano, nella Francia meridionale, caricandosi di umidità nel suo tragitto sopra il mare. Queste condizioni determinano nella zona forti precipitazioni, tanto che alla quota sommitale del monte Urtigu la piovosità media annua supera i 1100 mm, agli appena 450 metri di Cuglieri supera gli 800 mm e a Tresnuraghes si mantiene attorno ai 700 mm annui. Ogni inverno sono abbastanza frequenti le nevicate, con il manto nevoso che però riesce a mantenersi qualche giorno solo nelle cime più elevate. Sono inoltre abbondanti le cosiddette "precipitazioni occulte", legate a fenomeni di condensazione notturna, che incrementano notevolmente la quantità di acqua disponibile.
L'abbondanza delle sorgenti, e quindi il mantenimento dell'acqua anche nella stagione più secca, è invece direttamente legata alla costituzione geologica della montagna, costituita quasi esclusivamente di rocce vulcaniche che sono tanto più permeabili a seconda della presenza o meno di fessurazioni e dall'ampiezza delle stesse, andando ad alimentare i solitamente piuttosto grandi bacini sotterranei, falde acquifere che danno origine a sorgenti tra le quali si evidenziano le sorgenti di Sant'Antioco, vicine a Scano Montiferro, tra le più grandi della Sardegna, con una portata d'acqua che, in inverno e in primavera, raggiunge i 200 litri al secondo.
Sono almeno due i principali corsi d'acqua che si generano nel massiccio: il riu di Mare Foghe che dopo 48 km si getta nello stagno di Cabras e il riu Mannu di Scano di Montiferro che ha una lunghezza di 28 km.
Nella metà luglio del 2021, il territorio è stato colpito da imponenti incendi, che ne hanno danneggiato gran parte della superficie. Si stima che più di 20 mila ettari di terreno siano andati bruciati e più di un miliardo di euro andati persi. Gli incendi di origine dolosa sono partiti il 23 luglio in una zona di campagna del Bonarcadese che, complice il grande caldo e il vento di scirocco hanno aumentato esponenzialmente le fiamme. Il fuoco è stato spento completamente solo il 5 agosto grazie al cambio del vento che da Scirocco è diventato Maestrale.

## Flora
Il Montiferru è caratterizzato da un'inconsueta varietà di specie, distribuite in diversi ambienti vegetali, frequentemente compenetrati tra loro e legati alle diverse quote. Si passa dalla vegetazione costiera alla macchia mediterranea, non tralasciando gli oliveti e i frutteti, per finire con le leccete e i pini di recente rimboschimento.
La foresta primordiale del Montiferru era costituita da lecci secolari già nel Settecento, ma che nel secolo successivo furono tagliati durante quel dissennato disboscamento che privò la Sardegna di oltre 500.000 ettari di bosco. La lecceta domina la fascia di territorio oltre i 400 metri s.l.m. e fino ai 900 circa, non di rado interrotta da aree destinate al pascolo nelle quali la mano dell'uomo ha inciso sullo sviluppo di alberi e piante con i tagli e gli incendi boschivi. Al leccio si accompagnano in misura minore la quercia, la roverella, il lentisco, il corbezzolo, il pero selvatico, il tasso e poche ma fitte formazioni di agrifogli, strappati miracolosamente al taglio indiscriminato e che oggi, alti decine di metri, si ergono non lontano da Scano Montiferro e a Santu Lussurgiu in zona Sos Olostriches (che significa appunto Gli Agrifogli). 
Nell'area compresa fra Funtana Longa e Cravedu vegetano anche Aceri Montani.
La lecceta è spesso resa quasi inaccessibile dalle specie lianose, quali rovi, clematide, caprifoglio, salsapariglia, edera e tamaro, mentre le rocce sono a volte punteggiate da licheni e, oltre una certa quota, perennemente ricoperte dal muschio.
Per quanto riguarda il sottobosco si evidenziano specie quali ciclamino, alloro, polipodio, finocchio selvatico, biancospino, peonia, digitale, lillatro, belladonna, pungitopo e rare orchidee selvatiche.
Nelle zone sommitali, a causa principalmente dello sferzante vento di maestrale, resistono solo erbe basse quali borracina, capelvenere, elicriso, gariga e timo, non mancando comunque qualche sparuto albero letteralmente piegato dal vento.
Nelle zone meno impervie scendendo verso il mare la fa da padrona la cosiddetta macchia bassa con mirto, ginestra, rosmarino, gigaro, asfodelo, cisto, euforbia, siepi di fico d'India, erica, tamerici e olivastri. Le zone tra Cuglieri, Scano Montiferro e Sennariolo sono ricoperte da oliveti, mentre i vigneti sono comuni nei terreni più vicini alla costa; impiantati dall'uomo sono anche il castagno, l'acero, il fico e la quercia da sughero. Superfici olivate si estendono anche sul versante meridionale del massiccio, nei territori comunali di Seneghe e Bonarcado.
Nelle coste sabbiose sono presenti le specie psammofile quali il ravastrello e la calcatreppola, alle quali segue il cardo e la gramigna delle spiagge che concorre a consolidare il sistema dunale di Is Arenas la cui zona è caratterizzata dalla presenza di una vastissima pineta artificiale costituita da varie specie di pino, impiantata negli anni cinquanta per contrastare l'avanzata delle sabbie, verso la strada statale e le zone interne.
Purtroppo dal 23 al 31 luglio del 2021 la flora e la fauna sono state minacciate da un incendio di spropositate dimensioni, che ha abbracciato i territori dei comuni di Bonarcado, Santu Lussurgiu, Scano Montiferru, Sennariolo e Cuglieri soprattutto, e oltre il Montiferru stesso Sindia, Tresnuraghes, Sagama, Flussio, Macomer.

## Fauna
Se dal punto di vista vegetale la pianta simbolo della subregione è il leccio, da quello animale è senza dubbio il cinghiale, poco visibile ma le cui tracce si notano ovunque. Durante il giorno infatti il suide non abbandona i suoi impenetrabili rifugi: la notte invece, protetto dall'oscurità, incomincia le sue scorribande a caccia di ghiande e tuberi non disdegnando di invadere i terreni coltivati e gli orti. Facile da incontrare è poi la volpe, che girovaga nella macchia a caccia di topi, rettili e lepri. Il canide è altresì cacciato dagli agricoltori e dai pastori per la sua inclinazione a danneggiare le colture e a cacciare le greggi. Molto comune nel Montiferru era la lepre sarda, diminuita negli ultimi decenni a scapito del coniglio selvatico, più prolifico e che necessita di spazi minori. L'ambiente è abitato dal riccio, insettivoro che predilige le zone cespugliose, mentre i carnivori sono rappresentati dalla donnola e dalla martora, che cacciano nella lecceta più impervia e che in casi estremi possono andare in cerca di cibo fin dentro i centri abitati. Difficilissimo da osservare è il gatto selvatico: anch'esso, raramente, si avvicina ai centri abitati e può addirittura incrociarsi con gatti comuni; flessuoso, ottimo cacciatore, preda conigli, roditori e piccoli volatili.
Presenti in misura molto esigua (a causa soprattutto di caccia e incendi boschivi) il muflone, il cervo sardo e il grifone, reintrodotti da qualche decennio nella zona di Pabarile, in territorio di Santu Lussurgiu. Oggi questi animali sono inseriti in habitat differenti, infatti il cervo con molta fortuna si può avvistare nei boschi più fitti mentre il muflone predilige le zone sommitali battute dal vento.
Tra i volatili è presente l'avvoltoio, "spazzino" per eccellenza delle campagne, la cornacchia grigia, la poiana, il gheppio, il falco pellegrino; più a bassa quota troviamo l'habitat ideale di uccelli come l'upupa, la ghiandaia, il tordo, il pettirosso, l'allodola, il cuculo, il corvo, il venturone e vari passeriformi. Tra i rapaci notturni si evidenziano il barbagianni, la civetta e l'assiolo, quest'ultimo solito cantare nelle notti estive. Diversa è la popolazione degli uccelli nelle coste basse e nelle falesie del Montiferru: tra i più interessanti la berta maggiore, la berta minore, il gabbiano reale, il gabbiano corso, molto raro, il cormorano, il colombo e il gruccione.
Tra i rettili, che si possono incontrare specie vicino ai corsi d'acqua,  predominano il colubro, volgarmente chiamato "biscia", e altri serpenti non velenosi quali la natrice dal collare e il biacco. Gli anfibi sono rappresentati dal rospo, dalla raganella e dal discoglosso sardo.

## Strade e vie di comunicazione
L'arteria principale del Montiferru è la Strada statale 292 Nord Occidentale Sarda, a carreggiata unica, che ha recentemente beneficiato nei pressi di Cuglieri di una circonvallazione che evita l'ingresso nel centro abitato, velocizzando i tempi di percorrenza complessivi e l'accesso alle campagne dell'area costiera. Altre importanti artiere sono la Strada provinciale 78 che collega Scano Montiferro al comune di Macomer e la Strada provinciale 19 che collega Santu Lussurgiu a Cuglieri attraversando il cuore della lecceta; strada che, inerpicandosi tra tornanti fino a quote elevate, è teatro dell'annuale cronoscalata automobilistica.

## Curiosità
Sulla sommità di Monte Urtigu alla quota di 1 050 metri, Alberto La Marmora piazzò un segnale trigonometrico. Da questa cima riusciva a scorgere l'isola dell'Asinara a 108 chilometri di distanza in linea retta e la Sella del Diavolo e la Torre di San Pancrazio di Cagliari a 120 chilometri di distanza.
Viceversa, da osservazioni notturne dalla torre di San Pancrazio riusciva a scorgere una lanterna ad acetilene accesa sulla cima di Monte Urtigu o col cannocchiale il suo stesso segnale.
(Alberto La Marmora, Voyage en Sardaigne)
Monte Urtigu è in realtà un toponimo errato: il nome corretto della cima è Su Mullone (ovvero Mucchio di Pietre), mentre il vero Monte Urtigu ("Monte Sughero", per via delle sue rocce fratturate longitudinalmente) si trova a 1 km in linea d'aria, segnato sulle cartine IGM come una cima di 1 002 m s.l.m. in zona "S'Alonia".

## Galleria d'immagini

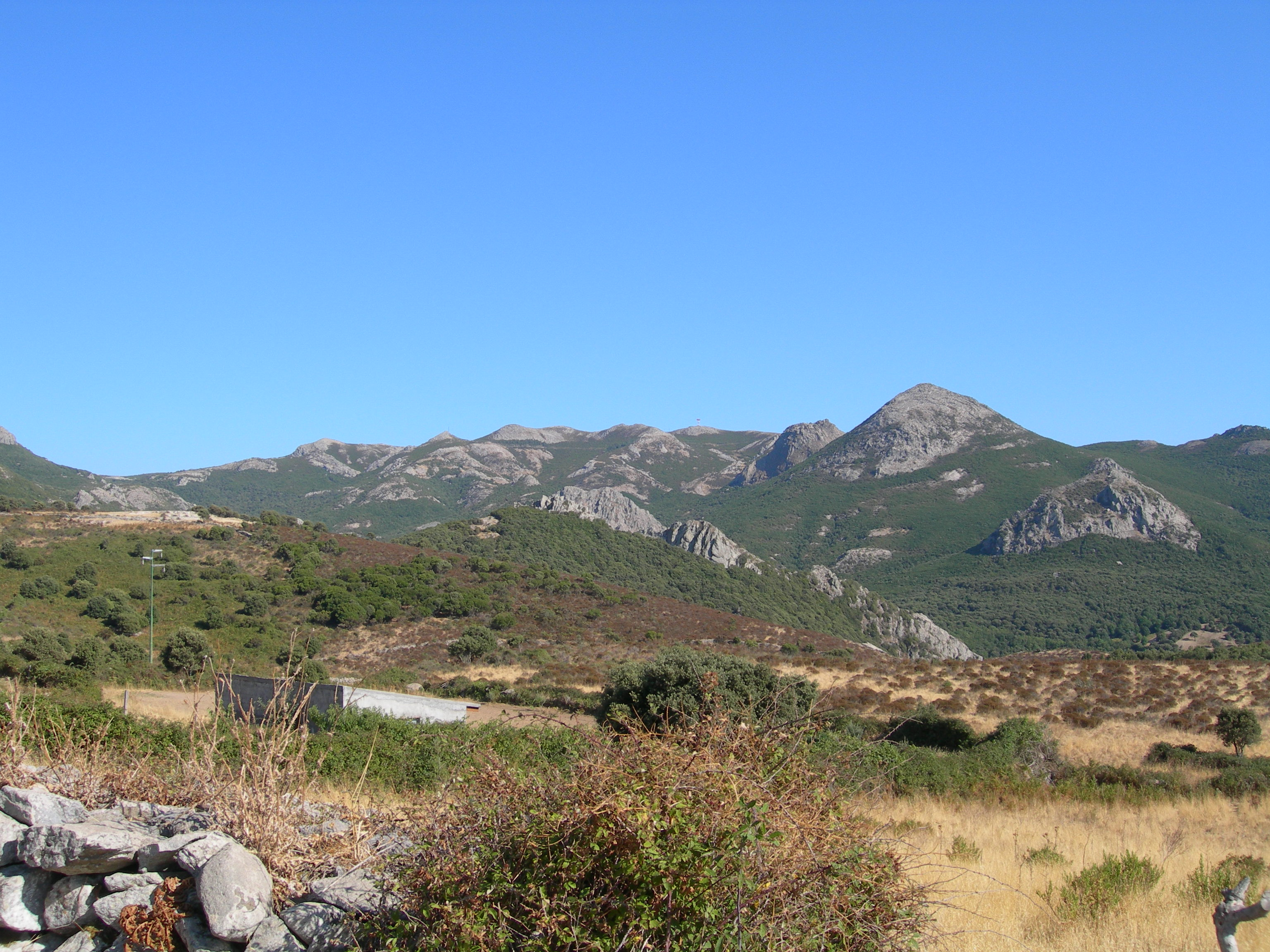
Le tipiche cime a forma conica del Complesso Vulcanico.
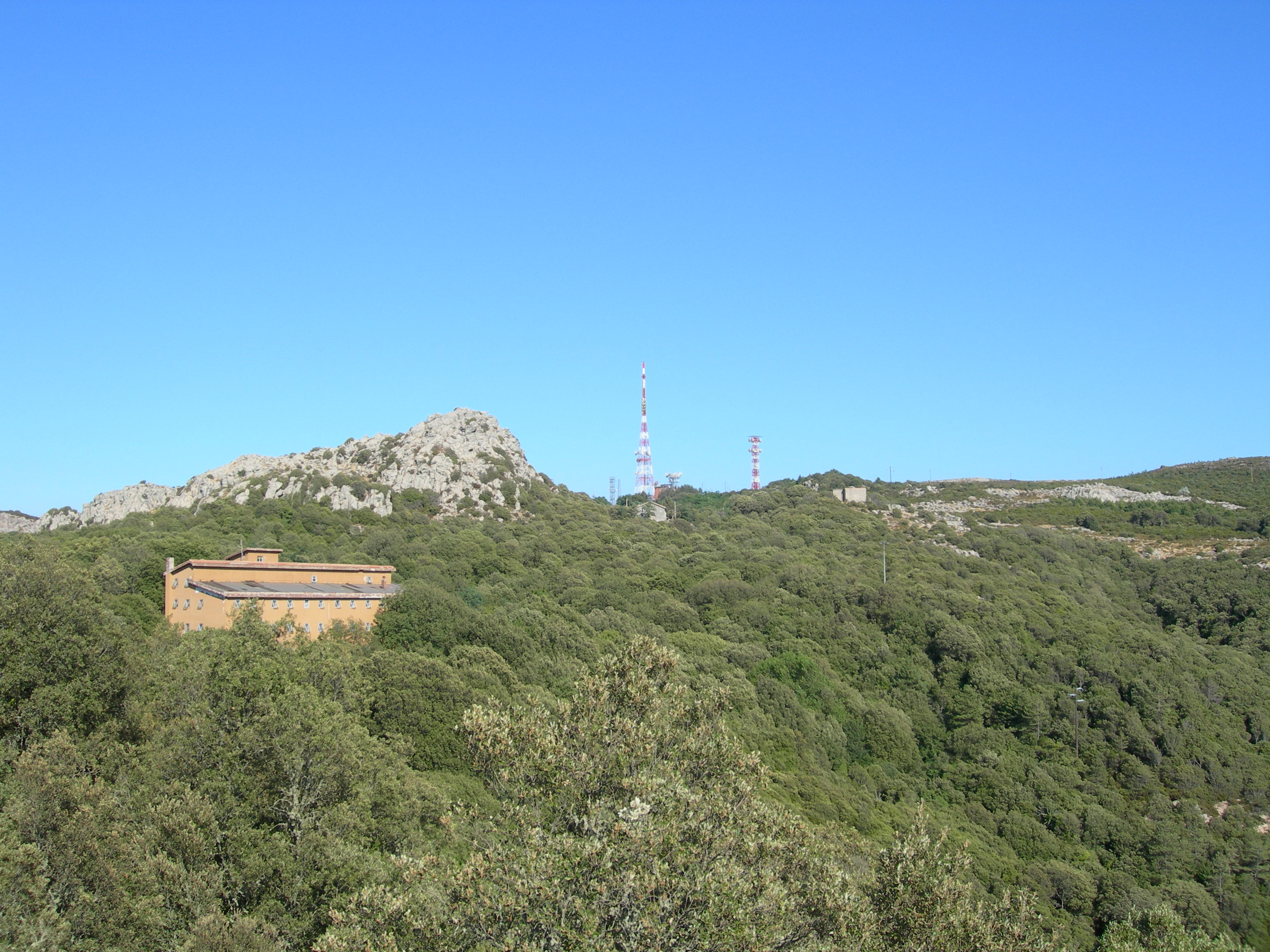
Il rifugio estivo de La Madonnina (Cuglieri).
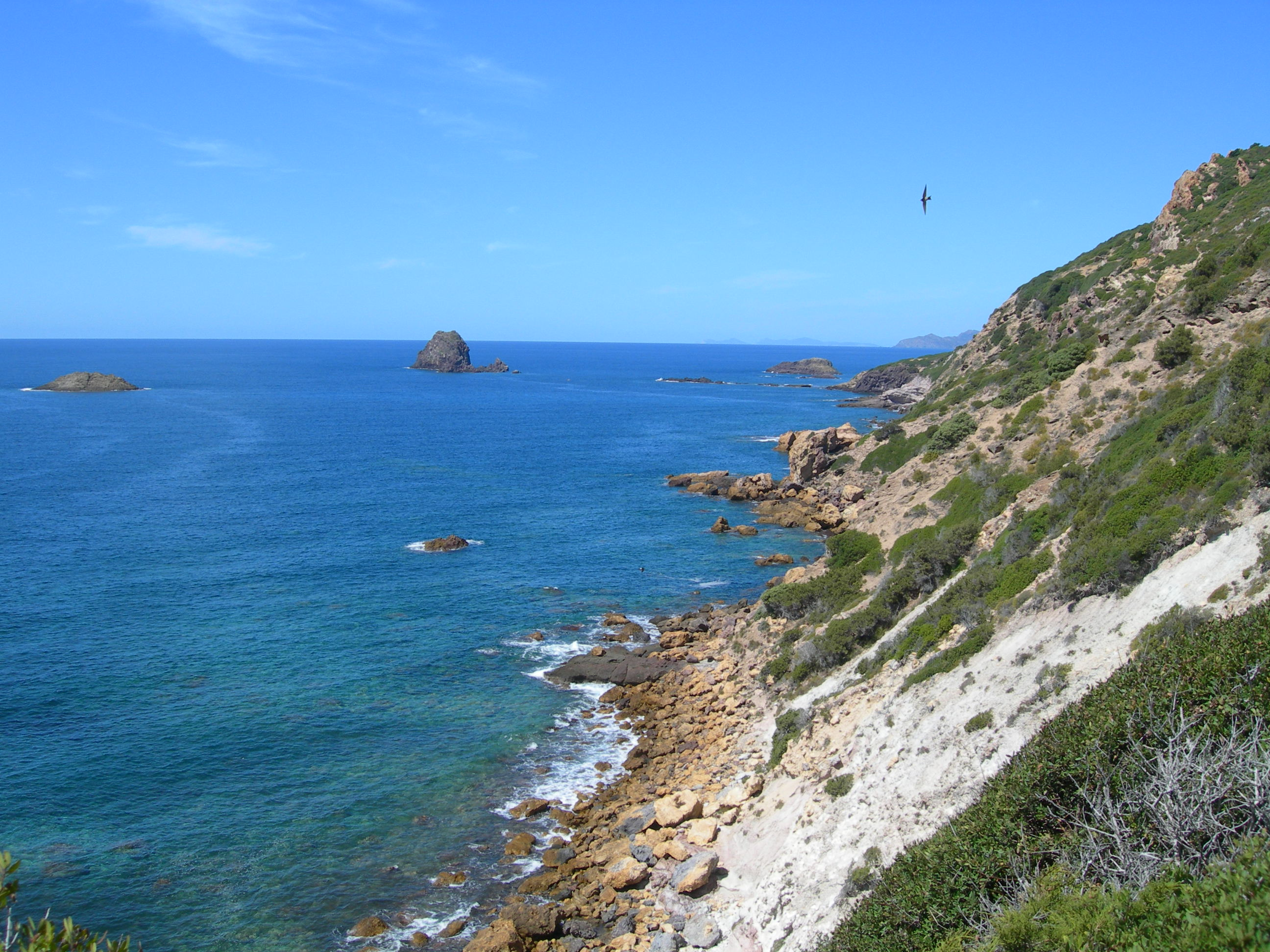
Tratto di costa del Montiferru.
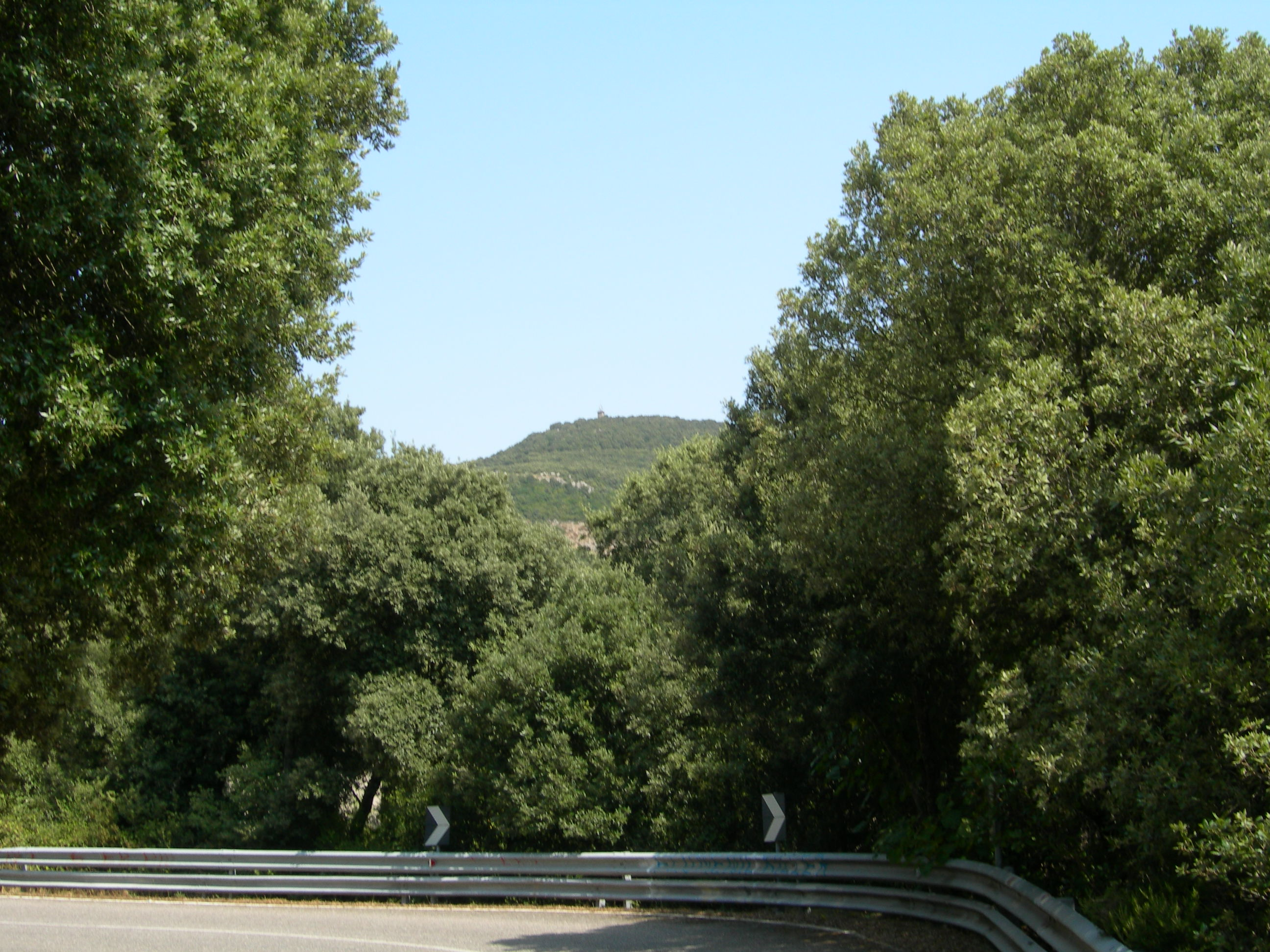
Tornante della Sp19 Cuglieri-Santu Lussurgiu, tra le querce e i lecci.
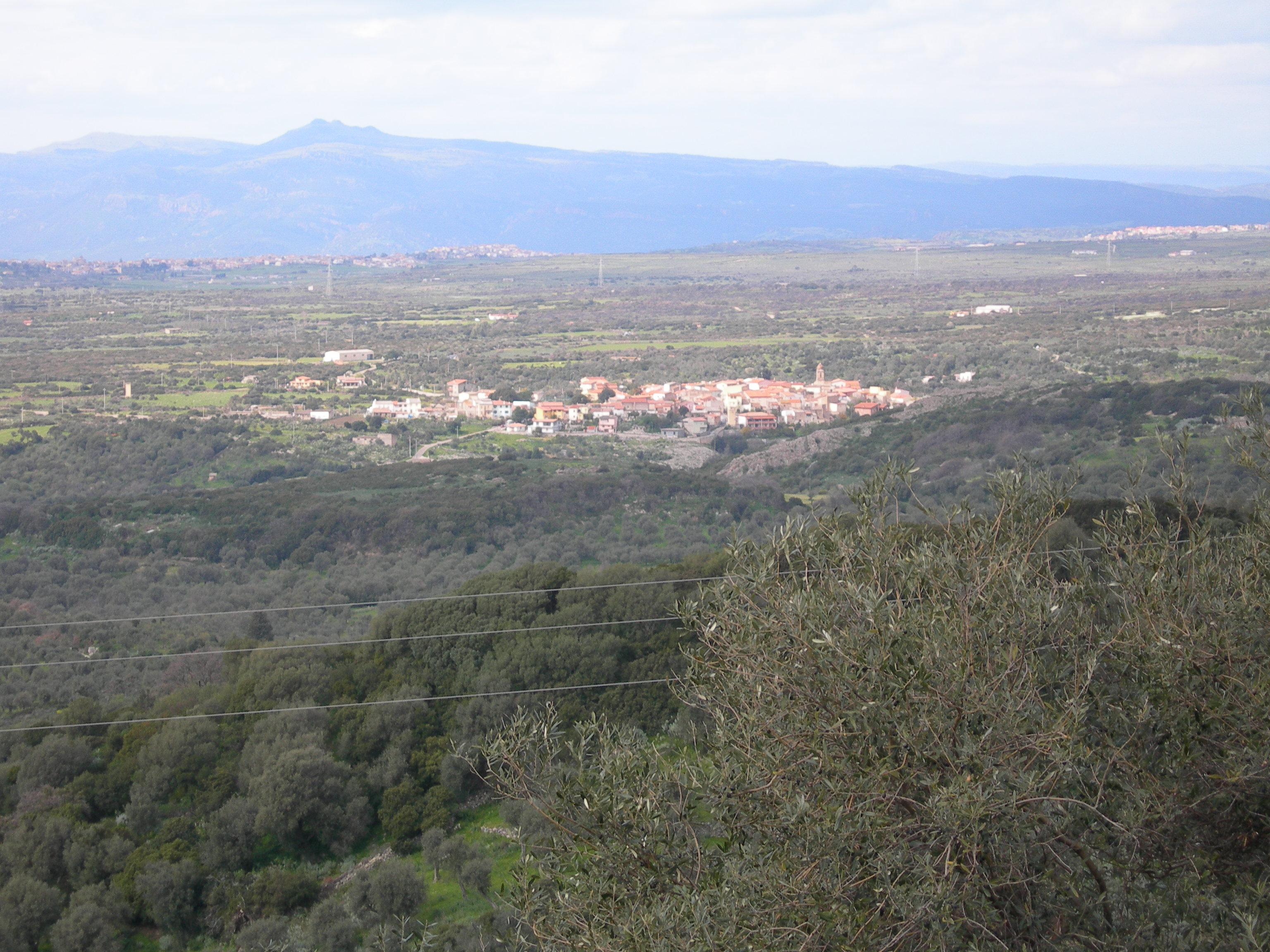
Veduta del comune di Sennariolo da Cuglieri.
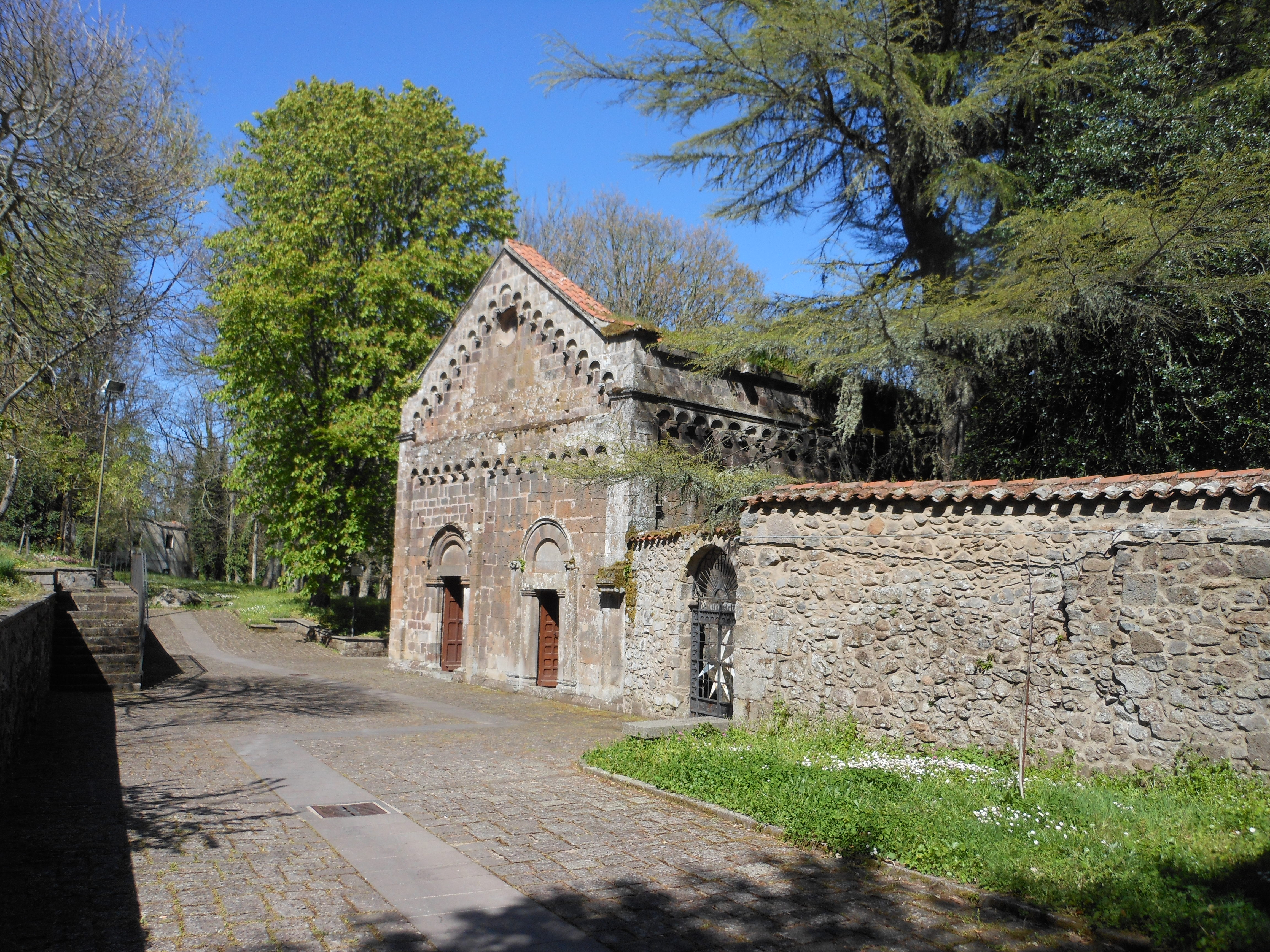
Chiesa di San Leonardo de Siete Fuentes.
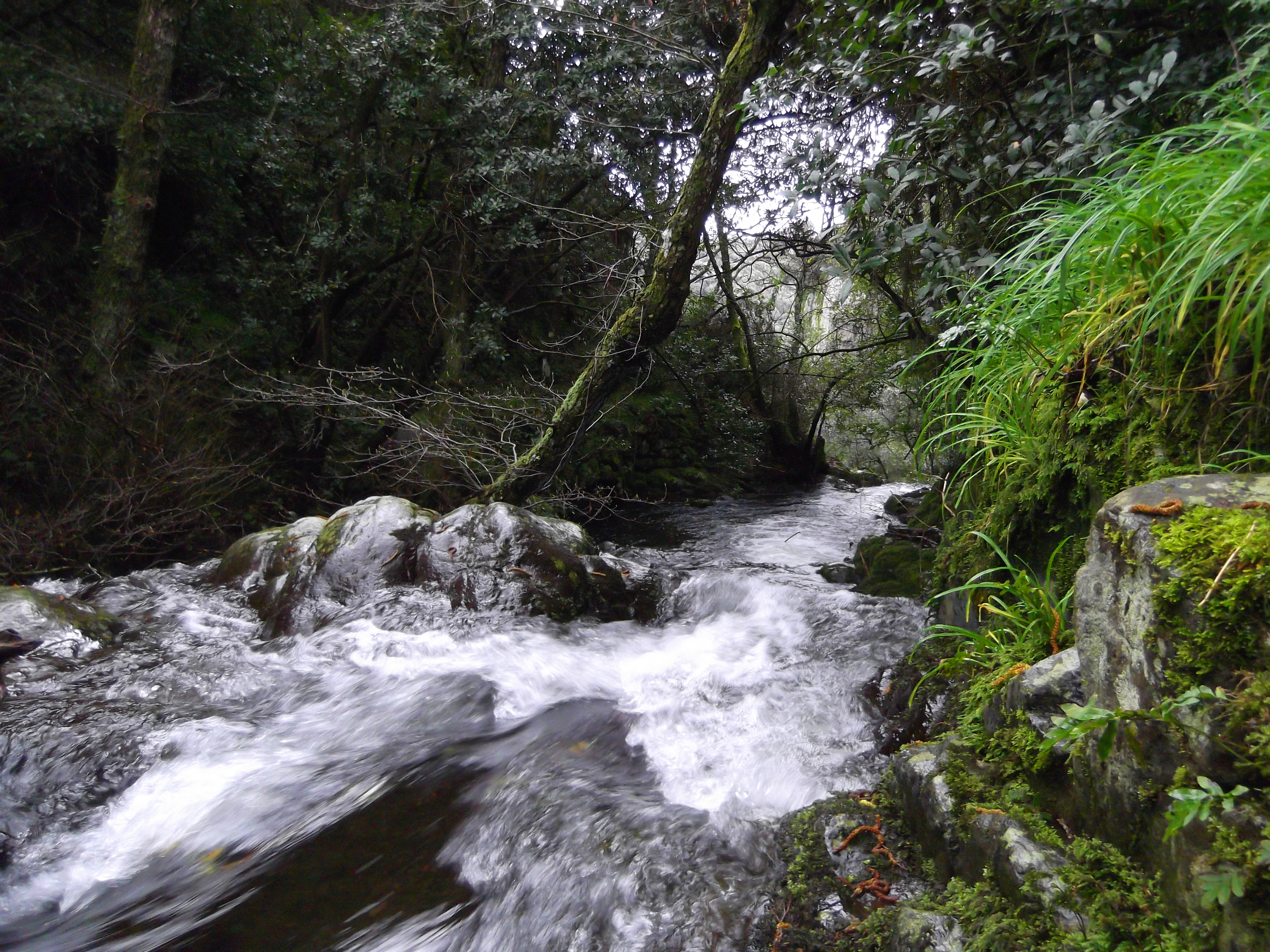
Tratto del rio "Sos Molinos".
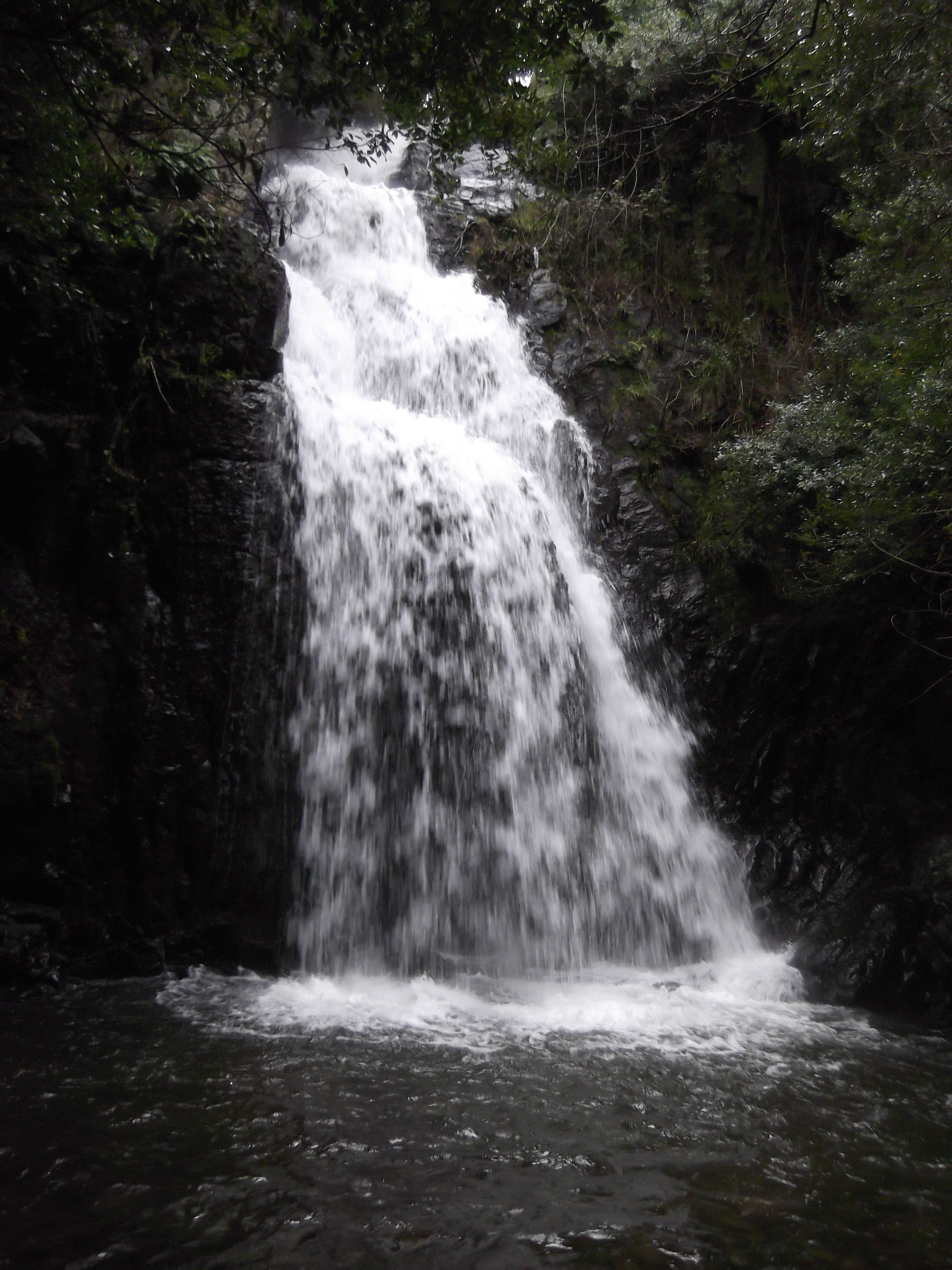
Cascata del rio "Sos Molinos".
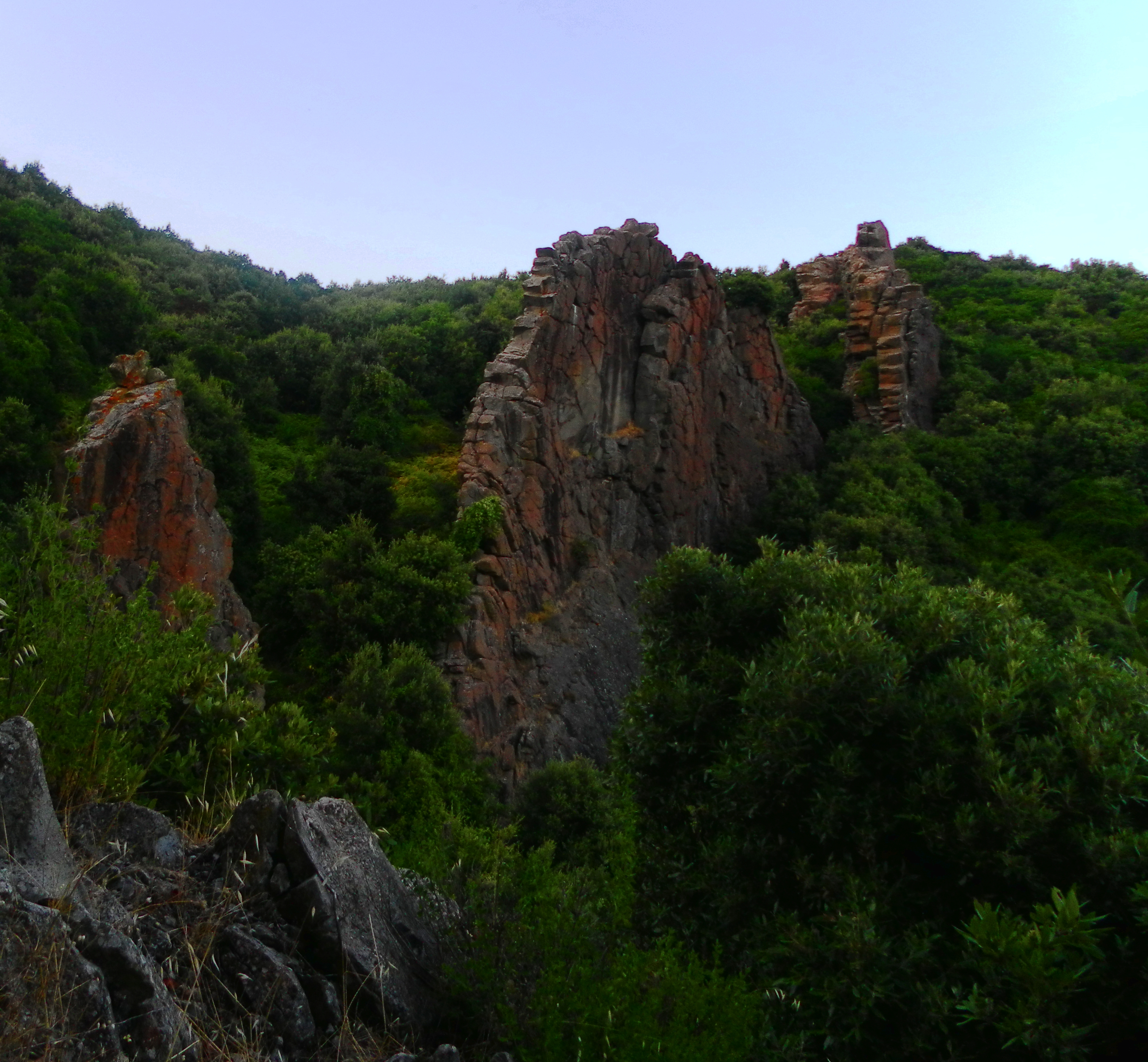
Un dicco, formazione rocciosa nella campagna di Santu Lussurgiu.
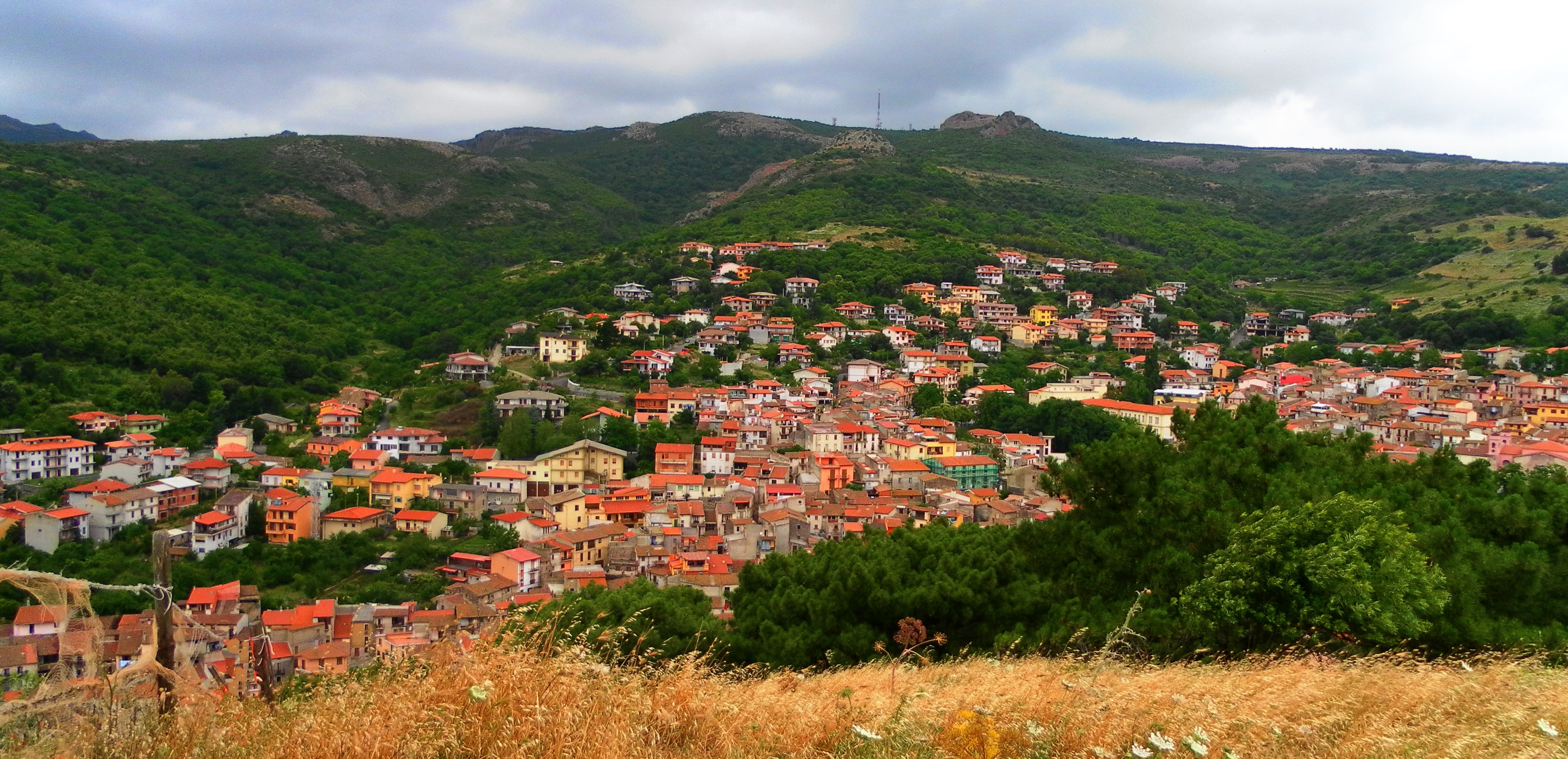
Veduta di Santu Lussurgiu da sud-est, sullo sfondo le cime del Montiferru.
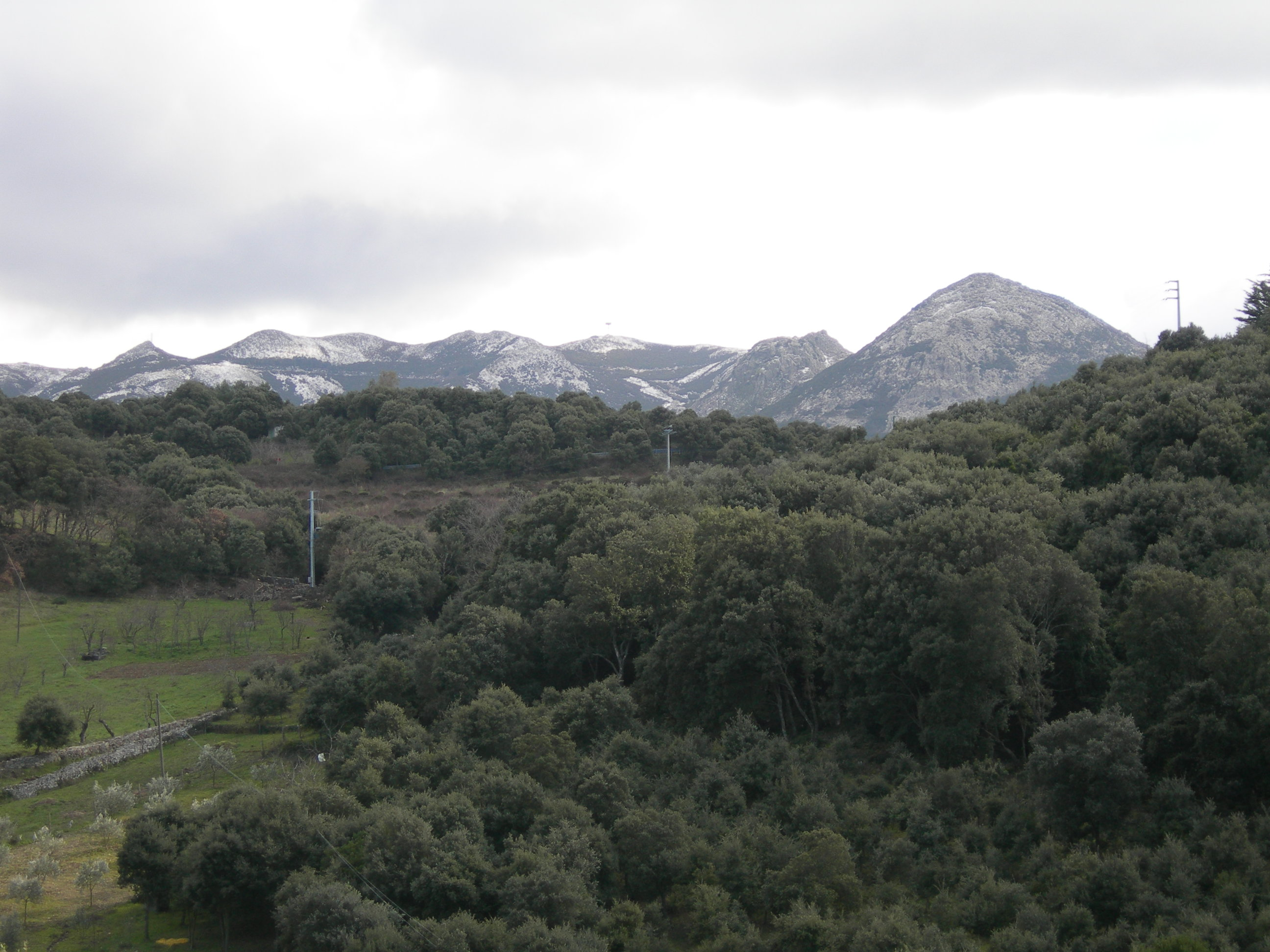
Leggera nevicata.
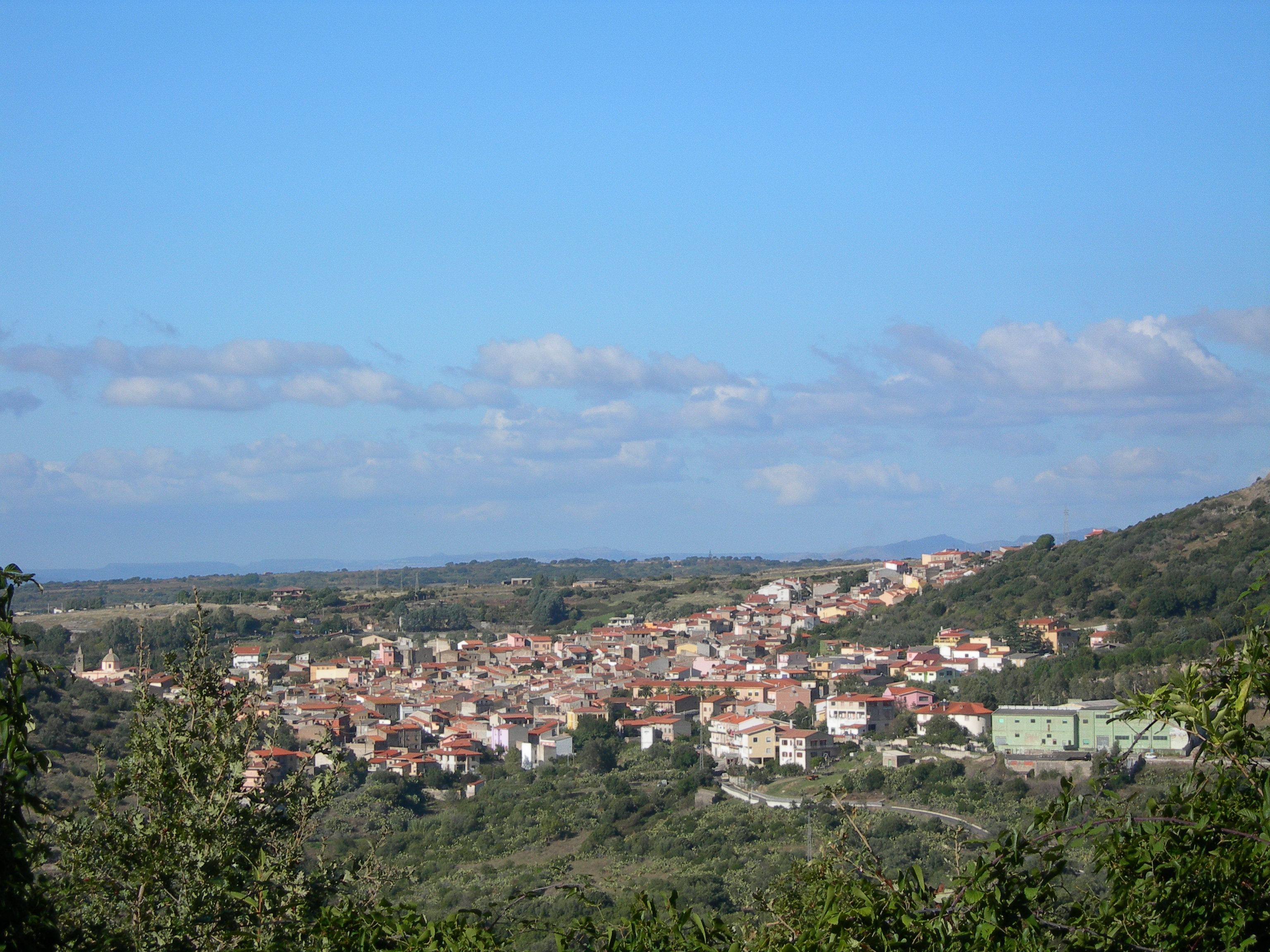
Veduta del comune di Scano Montiferro.
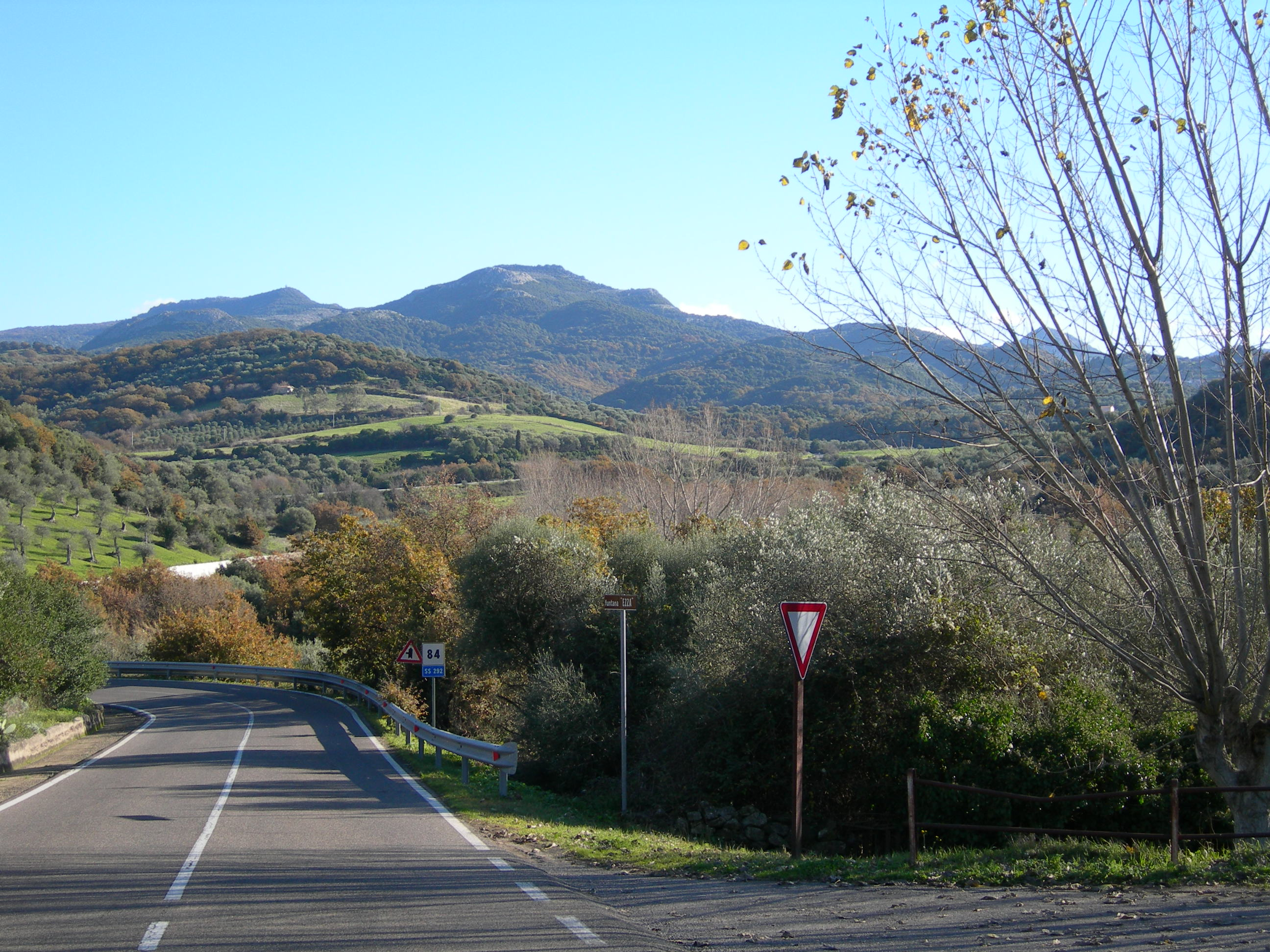
Tratto della strada statale 292, principale arteria stradale dell'area, nei pressi di Sennariolo.